# General Zuazua
General Zuazua – miasto w Meksyku, w stanie Nuevo León.